# Gmina związkowa Kandel
Gmina związkowa Kandel (niem. Verbandsgemeinde Kandel) – gmina związkowa w Niemczech, w kraju związkowym Nadrenia-Palatynat, w powiecie Germersheim. Siedziba gminy związkowej znajduje się w mieście Kandel.

## Podział administracyjny
Gmina związkowa zrzesza siedem gmin, w tym jedną gminę miejską (Stadt) oraz sześć gmin wiejskich:
1. Erlenbach bei Kandel
2. Freckenfeld
3. Kandel
4. Minfeld
5. Steinweiler
6. Vollmersweiler
7. Winden